# Pallisentis gaboes
Pallisentis gaboes är en hakmaskart som först beskrevs av Maccallum 1918.  Pallisentis gaboes ingår i släktet Pallisentis och familjen Quadrigyridae. Inga underarter finns listade i Catalogue of Life.